# Abdelmalek Merbah
Abdelmalek Merbah (en arabe : عبد المالك مرباح), né le 19 mai 1985 à Alger, est un footballeur algérien qui évolue au poste de défenseur en faveur de la JSM Béjaia.
Il est le cousin des footballeurs Messala Merbah et Gaya Merbah.

## Biographie
Abdelmalek Merbah commence sa carrière à la NARB Réghaïa. Il rejoint en 2010 le club de l'USM Alger. Puis en 2011, il est transféré au NA Hussein Dey. Avec cette équipe, il joue 19 matchs pour un but en championnat.
En 2012, Abdelmalek Merbah signe à la JS Saoura, où il dispute 15 matchs et inscrit un but en championnat. Il rejoint ensuite l'équipe de la JS Kabylie, où il a du mal à s'imposer, puisqu'il ne dispute que 11 matchs en championnat lors de la saison 2013-2014.
Il évolue ensuite pendant deux saisons au MC Oran, où il joue un total de 50 matchs en championnat. Il est par la suite transféré à la JSM Béjaia, club de Division 2.

## Palmarès
- Vice-champion d'Algérie en 2014 avec la JSK